# Större glansstare
Större glansstare (Lamprotornis australis) är en fågel i familjen starar inom ordningen tättingar.

## Utseende
Större glansstare är en stor stare med lång, rundspetsad stjärt. Fjäderdräkten är glänsande glågrön till lila, med tvärbandade vingar. Arten liknar mopaneglansstaren, men denna är mindre och blåare, med proportionellt längre och mer avsmalnad stjärt.

## Utbredning och systematik
Fågeln förekommer från södra Angola till västra Zambia, Namibia, Moçambique och norra Sydafrika. Den behandlas som monotypisk, det vill säga att den inte delas in i några underarter.

## Levnadssätt
Större glansstare hittas i torr savann, framför allt intill törnträd. Fågeln uppträder i par, grupper och småflockar, ofta i människans närhet. Den födosöker på marken, promenerande fram med långa kliv, eller rör sig lågt i träd, på jakt efter insekter, små ryggradslösa djur och växtmaterial.

## Status
Arten har ett stort utbredningsområde och internationella naturvårdsunionen IUCN kategoriserar arten som livskraftig. Beståndsutvecklingen är dock oklar.